# Streptococcus
Streptococcus je rod Gram-pozitivnih bakterija iz porodice Streptococcaceae, široko rasprostranjenih u prirodi, dio su normalne bakterijske flore čovjeka, a neke vrste su kod čovjeka uzročnici bolesti. Streptokoki su kuglastog oblika, povezani u parove, obično su nepokretni, ne stvaraju spore te su najčešći fakultativni anaerobi. 

## Podjele
Streptokoke je Rebecca Lancefield klasificirala u serološke skupine (od A do H i od K do V).  
Godine 1984.g. dio vrsta za koje se je smatralo da su streptokoki izdvojeno je u posebne rodove Enterococcus (nekad D skupina streptokoka) i Lactococcus (pojedine vrste iz N skupine streptokoka). Iz roda streptokoka izdvojeni su i rodovi Peptostreptococcus, Gemella i Abiotrophia.
Dodatno, prema novoj podjeli (temelji se na analizi podjedinica rRNK bakterije), streptokoki su podijeljeni u 6 skupina, a neke vrste su ostale samostalne:
- piogena skupina - npr. Streptococcus pyogenes
- angiosus skupina - npr. Streptococcus angiosus
- mitis skupina - npr. Streptococcus mitis
- salivarius skupina - npr. Streptococcus salivarius
- bovis skupina - npr. Streptococcus bovis
- mutans skupina - npr. Streptococcus mutans
- drugi streptokoki:  
  - Streptococcus suis
  - Streptococcus acidominimus
  - Streptococcus intestinalis
  - Streptococcus caprinus

Prema vrsti hemolize streptokoki se mogu podijeliti na:
- alfahemolitičke streptokoke (djelomična hemoliza)
- betahemolitičke streptokoke (potpuna hemoliza)
- gamahemolitički streptokoki (nehemolitički streptokoki)